# Lee Min-jung
Lee Min-jung (Hangul:  이민정; Seúl, 16 de febrero de 1982) es una actriz surcoreana.

## Carrera
Es miembro de la agencia "MSTeam Entertainment".
Lee Min-jung comenzó tardíamente en el mundo del entretenimiento coreano. Mientras que la mayoría lanza sus carreras en la adolescencia, ella debutó a los 25 años, después de graduarse de la Universidad Sungkyunkwan en Teatro.
Comenzó su carrera con las obras de Jang Jin, y por unos cuantos años apareció con papeles secundarios en películas y televisión, como Boys Over Flowers (2009). 
Ascendió a la fama en 2009 por su actuación como papel principal en el drama familiar Smile, You. También protagonizó los dramas Big (2012), Cunning Single Lady (2014) y Please Come Back, Mister (2016).
Lee empezó su carrera en las obras del escritor/director Jang Jin, mientras realizaba pequeños papeles en el cine y televisión. Su nombre se hizo conocido en el 2009 a través de su papel en la popular serie Boys Over Flowers, el cual le concedió su primer papel principal en el drama de los fines de semana Smile, You. El papel exitoso de Lee fue en la comedia romántica Cyrano Agency en 2010, donde obtuvo el premio a Mejor Nueva Actriz en varias ceremonias de premios locales.
Las ofertas de anuncios y publicidad inundaron a Lee, catalogándola como la "diosa" en la prensa. Uno de los retos para su próxima película Wonderful Radio, era quitarse esa imagen. Exitosamente logró la película, con una crítica alabándola como "perfecto balance entre una femenina zángana, una egocéntrica diva del pop (con memorables berrinches) y una seria compositora y cantante". Su coestrella Lee Jung-jin dijo que su personalidad real es similar a la del personaje - "realmente alegre y extrovertida".
Luego de interpretar a una desilusionada novia de un ambicioso mánager en Midas, Lee regresó al género de comedia romántica en la serie de televisión Big escrito por las Hermanas Hong. En 2013 protagonizó otra serie, All About My Romance, sobre una relación secreta entre dos políticos de partidos rivales. Esto fue seguido por Cunning Single Lady en 2014, donde interpretó el papel principal femenino que busca recuperar a su exmarido ahora que es rico y exitoso.
El 23 de diciembre de 2015,  fue anunciado que Lee estaría de vuelta en la actuación por primera vez desde 2013, en el drama de SBS, Please Come Back, Mister junto a Rain. La serie comenzó a emitirse en febrero de 2016.
El 28 de marzo del 2020 se unió al elenco principal de la serie I've Returned After One Marriage (también conocida como "I’ve Been There Once") donde interpretó a Song Na-hee, una doctora pediatra sumamente inteligente y ambiciosa, que tiene mucho amor por sí misma y poco afecto para los demás, pero con el tiempo esto cambia, hasta el final de la serie el 13 de septiembre del mismo año.

## Vida personal
Su abuelo materno, Park No-soo, fue un renombrado pintor, una importante figura en la historia del arte coreano, quién dirigió a la primera generación del modernizado grupo de pintores del tradicional Sumi-e coreano quiénes emergieron después de la liberación del país de la ocupación japonesa. Park murió el 25 de febrero de 2013, a la edad de 86 años.
Es buena amiga de la actriz Oh Yoon-ah.
Lee se casó con el actor Lee Byung Hun el 10 de agosto de 2013 en el Grand Hyatt de Seúl. La pareja salió brevemente durante el 2006, y luego resumió su relación en 2012. Lee tuvo a su primer hijo, Lee Joon-hoo, el 31 de marzo de 2015.En agosto de 2023 la agencia de Lee Min-jung anunció que la actriz estaba embarazada de su segundo hijo, sin indicar la fecha prevista para el nacimiento.
El 9 de febrero de 2022, su agencia MSteam Entertainment anunció que había dado positivo para COVID-19 después de estar en contacto directo con un caso positivo, por lo que se encontraba en cuarentena.

## Filmografía

### Series televisivas
| Año  | Título                           | Papel                    | Red  |
| ---- | -------------------------------- | ------------------------ | ---- |
| 2005 | Love and Sympathy                | Kim Young-joo            | SBS  |
| 2006 | Love Me When You Can             | Ha Jung-hwa              | MBC  |
| 2007 | Kimcheed Radish Cubes            | Lee Min-do               | MBC  |
| 2008 | Who Are You?                     | Yang Ji-sook             | MBC  |
| 2009 | Boys Over Flowers                | Ha Jae-kyung             | KBS2 |
| 2009 | Smile, You                       | Seo Jung-in              | SBS  |
| 2010 | Sunday Drama Theater "Lunch Box" | Hee-young                | MBC  |
| 2011 | Midas                            | Lee Jung-yeon            | SBS  |
| 2012 | Big                              | Gil Da-ran               | KBS2 |
| 2013 | All About My Romance             | Noh Min-young            | SBS  |
| 2014 | Cunning Single Lady              | Na Ae-ra                 | MBC  |
| 2016 | Please Come Back, Mister         | Shin Da-hye/Han Hong-nan | SBS  |
| 2020 | I've Returned After One Marriage | Dra. Song Na-hee         | KBS  |

### Películas
| Año  | Título                                 | Papel                        |
| ---- | -------------------------------------- | ---------------------------- |
| 1999 | The Gate of Destiny                    | Miembro de Icarus            |
| 2003 | Whispering Corridors 3: Wishing Stairs | Doble de ballet de Jin-sung  |
| 2004 | Aneun yeoja                            | Amiga de Yi-yeon             |
| 2005 | Wet Dreams 2                           | Estudiante de segundo año #3 |
| 2006 | Moodori                                | Yoon-hee                     |
| 2007 | Pruning the Grapevine                  | Yoon Soo-ah / Helena         |
| 2009 | Searching for the Elephant             | Soo-yeon                     |
| 2009 | White Night                            | Lee Si-yeong                 |
| 2010 | Cyrano Agency                          | Kim Hee-joong                |
| 2012 | Wonderful Radio                        | Shin Jin-ah                  |

### Programas de variedades
| Año   | Título                     | Cadena | Notas   |
| ----- | -------------------------- | ------ | ------- |
| 2021- | Upgrade Human              | tvN    | miembro |
| 2019  | The Hairdresser of Seville | MBC    | miembro |

### Aparición en vídeos musicales
| Año  | Título de canción     | Artista        | Coestrella    |
| ---- | --------------------- | -------------- | ------------- |
| 2005 | "널 지켜줄게"         | Player         | -             |
| 2006 | "Like a Man"          | Fly to the Sky | -             |
| 2008 | "Violin + Miss You"   | Zia            | Jung Kyung-ho |
| 2008 | "Doll + A Man's Love" | Zia            | Jung Kyung-ho |
| 2009 | "Girls Like Bad Boys" | December       | Kim Seung-woo |
| 2009 | "I Don't Care"        | 2NE1           | -             |

## Teatro
| Año  | Título                      | Función    |
| ---- | --------------------------- | ---------- |
| 2004 | Taxi Driver                 | Hwa-yi     |
| 2004 | Clumsy People               | Yoo Hwa-yi |
| 2007 | The Game of Love and Chance | Silvia     |

## Revistas / sesiones fotográficas
| Año  | Título                | Notas  |
| ---- | --------------------- | ------ |
| 2021 | Mag and Jina Magazine | [ 49 ] |

## Discografía
| Año  | Artista                             | Título            | Álbum               |
| ---- | ----------------------------------- | ----------------- | ------------------- |
| 2010 | Lee Min-jung y Park Shin-hye        | "It Was You"      | Cyrano Agency OST   |
| 2012 | Lee Min-jung                        | "Again"           | Wonderful Radio OST |
| 2012 | Lee Min-jung                        | "Write the Truth" | Wonderful Radio OST |
| 2012 | Lee Min-jung, Seo Young y Ahn Mi-na | "You're My Angel" | Wonderful Radio OST |

## Publicidad
- Pizza Hut
- LG Communications
- Bacchus
- Omphalos (2008)
- Tommy Hilfiger Denim (2009)
- Make Up For Ever (2009)
- SK Telecom (2009)
- Sony Ericsson Xperia (2009)
- Happy Point Card (2009)
- SCINIC Cosmetics (2009)
- Daewoo Matiz Creative (2010)
- Raemian (2010)
- Bestibelli (2010)
- Mind Bridge (2010)
- 1-Day Acuvue Define (2010)
- Chamisul Soju (2010)
- Shinhan Life Insurance
- Kolon Sport (2010)

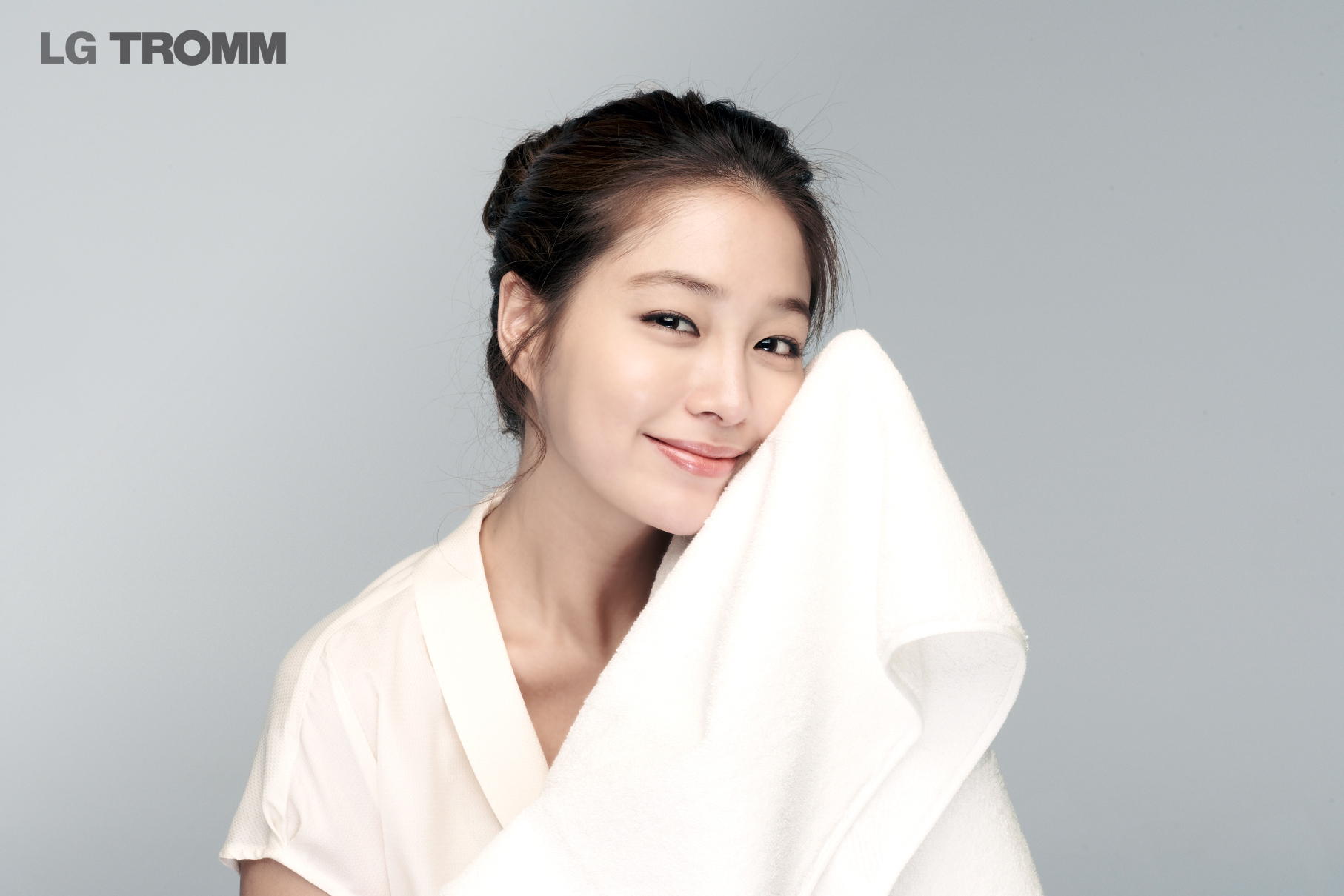
Lee Min-jung en 2007

- Dove Damage Therapy Shampoo (2010)
- Philadelphia Cream Cheese (2010)
- Skin Food - Mood Look, Watery Berry (2010–presente)
- Stonehenge Jewelry
- Hankook Tire
- LG Tromm
- Outback Steakhouse
- Care Gargle Solution
- Vincis Bench

## Premios y nominaciones
| Año  | Premio                                    | Categoría                                       | Trabajo nominado                 | Resultado |
| ---- | ----------------------------------------- | ----------------------------------------------- | -------------------------------- | --------- |
| 2009 | 2009 SBS Drama Awards                     | Premio Nueva Estrella                           | Smile, You                       | Ganadora  |
| 2010 | Baeksang Arts Awards                      | Mejor Actriz Nueva (televisión)                 | Smile, You                       | Nominada  |
| 2010 | Korean Association of Film Critics Awards | Mejor Actriz Nueva                              | White Night                      | Ganadora  |
| 2010 | Grand Bell Awards                         | Mejor Actriz Nueva                              | Cyrano Agency                    | Ganadora  |
| 2010 | Grand Bell Awards                         | Premio de popularidad, Actriz                   | Cyrano Agency                    | Ganadora  |
| 2010 | Style Icon Awards                         | Icono de estilo - Actriz de Película            | Cyrano Agency                    | Ganadora  |
| 2010 | Blue Dragon Film Awards                   | Mejor Actriz Nueva                              | Cyrano Agency                    | Ganadora  |
| 2010 | Korea Jewelry Awards                      | Premio Ruby                                     | -                                | Ganadora  |
| 2010 | University Film Festival of Korea         | Mejor Actriz Nueva                              | Cyrano Agency                    | Ganadora  |
| 2010 | Korea Lifestyle Awards                    | Mujer Mejor Vestida del Año                     | -                                | Ganadora  |
| 2010 | Director's Cut Awards                     | Mejor Actriz Nueva                              | Cyrano Agency                    | Ganadora  |
| 2011 | Baeksang Arts Awards                      | Mejor Actriz Nueva                              | Cyrano Agency                    | Nominada  |
| 2011 | Baeksang Arts Awards                      | Premio InStyle Fashionista                      | -                                | Ganadora  |
| 2011 | 2011 SBS Drama Awards                     | Premio de Excelencia, Actriz                    | Midas                            | Nominada  |
| 2012 | KBS Drama Awards                          | Premio de Excelencia, Actriz en una Miniserie   | Big                              | Nominada  |
| 2013 | Seoul International Drama Awards          | Actriz Coreana Destacada                        | Big                              | Nominada  |
| 2014 | MBC Drama Awards                          | Premio de Excelencia, Actriz en una Miniserie   | Cunning Single Lady              | Nominada  |
| 2020 | 34th KBS Drama Awards                     | Top Excellence Award                            | I've Returned After One Marriage | Ganó      |
| 2020 | 34th KBS Drama Awards                     | Excellence Award – Long Drama (Best Actress)    | I've Returned After One Marriage | Nominada  |
| 2020 | 34th KBS Drama Awards                     | Best Couple Award (junto a Lee Sang-yeob)       | I've Returned After One Marriage | Ganaron   |
| 2020 | 7th APAN Star Award                       | Top Excellence Award, Actress in a Serial Drama | I've Returned After One Marriage | Ganó      |